# ЗАТ Аліса
ЗАТ «Аліса» — швейне підприємство в місті Вознесенськ, Миколаївська область. Створене в 1991 році. Виготовляє формений одяг, головні убори із натуральної та штучної шкіри, бавовняної та змішаної тканин, взуття із натуральної шкіри. «Аліса» розробляє свої моделі одягу (формені моделі, більше 10), які перемагають на конкурсах по розробці нової форми співробітників ДАІ. На підприємстві встановлено сучасне швейне обладнання фірм «JUKI» (Японія), «ALTIN» (Німеччина) та інших, а також обладнання для термічної обробки. Всього 134 одиниці технологічного устаткування, 1200 м². виробничих потужностей. З 1994 року ЗАТ «Аліса» співпрацює з МВС та Міністерством Оборони України, працюючи на їхні замовлення. За 2008—2011 рік підприємство виконало замовлень на 5.39 млн гривень лише для МВС.